# Brongniartia diffusa
Brongniartia diffusa är en ärtväxtart som beskrevs av Joseph Nelson Rose. Brongniartia diffusa ingår i släktet Brongniartia och familjen ärtväxter. Inga underarter finns listade i Catalogue of Life.